# Попадьино (Вологодская область)
Попадьино — деревня в Вологодском районе Вологодской области на реке Пудега.
Входит в состав Старосельского сельского поселения (с 1 января 2006 года по 8 апреля 2009 года входила в Кипеловское сельское поселение), с точки зрения административно-территориального деления — в Кипеловский сельсовет.
Расстояние до районного центра Вологды по автодороге — 75 км, до центра муниципального образования Стризнево по прямой — 21 км. Ближайшие населённые пункты — Есюково, Захарьино, Погост Оночесть.
По переписи 2002 года население — 48 человек (26 мужчин, 22 женщины). Преобладающая национальность — русские (98 %).